# アラン・ガルシア
アラン・ガブリエル・ルドウィグ・ガルシア・ペレス（Alan Gabriel Ludwig García Pérez、1949年5月23日 - 2019年4月17日）は、ペルーの政治家。同国の大統領を2度（1985-1990、2006-2011）歴任した。
アメリカ革命人民同盟 (APRA) 第6代書記長（1982-1985）、第3代党首（1985-2019）。南米でおこった大規模な汚職事件（オペレーション・カー・ウォッシュ）への関与が疑われ、逮捕直前に拳銃で頭を打ちぬいた後、搬送先の病院で死亡した。

## 来歴
リマの中流家庭の出身。父親もAPRAの書記で、ガルシアは幼い頃からAPRA支持者の子供向けの学校「カサ・デル・プエブロ（人民の村）」に出入りしていた。APRAの創設者、ビクトル・ラウル・アヤ・デ・ラ・トーレから教えを受けたこともある。
その後APRAが非合法化され、父が投獄される。ガルシアは教皇庁立ペルー・カトリック大学を経てサン・マルコス大学で法学を、マドリード大学とパリ大学に留学して社会学を修め、1978年に帰国、制憲議会議員に選ばれ政治家としての活動を始める。ちなみにガルシアが活動を始めた当時、所属政党であるAPRAは右傾化が進んでいたが、ガルシア自身は党内で左派に位置していた。

### 大統領1期目 - 亡命
1985年、ガルシアはAPRAから大統領選挙に立候補し、1回目の投票で45%の得票を得て決選投票に進んだ。そして、決選投票でアルフォンソ・バランテスを破り、初当選を果たした。ガルシアは当時36歳、ペルーの政治史上最年少の大統領の誕生となった。またAPRAは1924年の創設以来、初めて政権を獲得した。
ガルシアは若々しい風貌から「ペルーのケネディ」と呼ばれ、就任当初は国内で高い人気を誇った。しかし、彼が就任した当時のラテンアメリカは深刻な経済危機に見舞われ、ガルシアも例外ではなく経済対策に追われることになる。ガルシアは「銀行の国有化」と「対外債務の返済凍結（返済額をGNPの1割に制限すると宣言）」という政策を断行するが、特に後者はIMFの激怒を買い、結果としてペルーは投資不適格国の烙印を押され、外国からの投資が途絶えて苦境に立たされる。
政権末期には、年率7000%以上の激しいインフレーションが起こって、経済は破滅的な状況となり、ガルシア自身の汚職疑惑も加わった。大統領の任期が満了した際には、アルベルト・フジモリを支持して、同氏が大統領になるとともに、自身は終身上院議員となった。その後、フジモリ政権と決別したため、フジモリ大統領による1992年の自己クーデター（アウトゴルペ）の後、フジモリ政権から訴追を受け、コロンビアに亡命し、その後フランス在住となる。

### ペルー帰国 - 大統領2期目

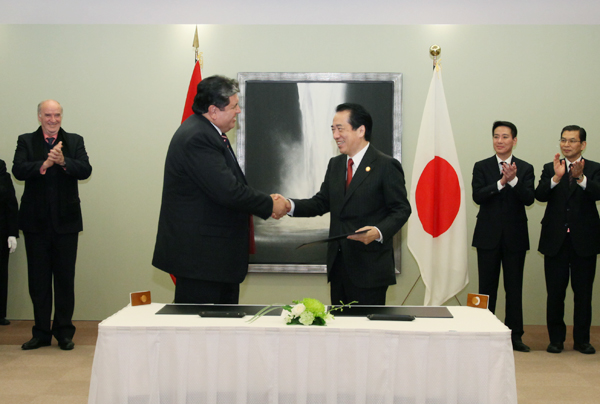
菅直人と（2010年）

その後も亡命生活を強いられていたガルシアだったが、2000年にフジモリが大統領職を罷免されたことを受け、翌2001年には罪を許されて帰国する。そして、同年の大統領選挙に立候補、1回目の投票で25%の得票を得て決選投票に進むもアレハンドロ・トレドの前に敗れた。
2006年、再び大統領選挙に立候補する。1回目の投票では24%の得票を得て、僅差でルルデス・フローレスをかわして決選投票に進んだ。決選投票では1回目の投票で首位だったオジャンタ・ウマラを逆転し、2度目の大統領就任を果たす。大統領1期目ではAPRA党員を内閣に多数起用して反発を招いたため、2期目ではその反省にたち、16人の閣僚のうちAPRA党員を6人に留めた。
ペルーは死刑廃止国であるが、ガルシアは、7歳未満の子供に性的暴行を加え殺害した犯罪者に対して死刑適用を認めることを選挙公約に掲げた。2006年9月21日に議会へ法案を提出しており、現在は議会で審議が行なわれている。この背景には、広島小1女児殺害事件の容疑者として逮捕された日系ペルー人が、母国において同様の性犯罪を繰り返していたにもかかわらず収監を逃れていたことに対する批判など、年少者に対する性犯罪の厳罰化を求める世論が同国で高まっていることが挙げられる（世論調査では、死刑適用に8割が賛成する結果も出ている）。
2006年10月にはアメリカを訪問してジョージ・W・ブッシュと会談し、「アンデス原理主義」として政策の対立するベネスエラとボリビアを非難した。
2008年3月16日と2009年11月10日の2度来日した。
2011年6月15日、第2次大戦中に日本人移民数千人を無作為に逮捕して米国の強制収容所に送り込んだ事実について、「1941年に子どもを含めた日系人数千人が、いわれもなく逮捕され、不法に拘束された。無法者たちはあなたがたの家や会社を略奪し、財産をわが物にした。本日、ペルーの大統領として、日系人の人権と尊厳を踏みにじったゆゆしき事実について謝罪する」と正式に謝罪した。
再選は憲法で禁じられているため、2011年の任期満了をもって退任した。同年の大統領選挙では、APRAとしてクチンスキー元首相を推挙したが選挙では3位に終わった。
2014年にブラジル建設最大手オデブレヒト社が南米の有力指導者や政党に賄賂を送った疑惑（オペレーション・カー・ウォッシュ）が浮上し、その捜査の中でガルシアも賄賂の送り先として疑われることとなった。2期目の大統領在任中にリマ市内の電車工事をめぐって裏金を受け取った疑惑が持ち上がり、2018年11月17日に18カ月間の出国禁止命令が裁判所より下り、その日の夜にリマ市内のウルグアイ大使館に亡命を申請したが、認められなかった。2019年4月17日、逮捕直前に拳銃で頭を撃ち、搬送先の病院で死亡した。

## 資源開発と先住民の殺害
ガルシアは1期目就任時には1985年8月のアコマルカの虐殺に対しては軍の関係者を処分したが、1986年6月の「刑務所虐殺」以降軍の統制を失い、カヤラの虐殺をもみ消した。批判を受けたガルシアは警察組織を再編し、国家警察を創設したが、反政府活動と軍の暴力の激化に伴い支持を失った。
2期目には米国などとの自由貿易協定を楯に先住民の居住地の石油・ガス・木材の開発を定める法案を制定し、ペルー密林開発エスニック間連合 (AIDESEP) などにより2009年4月以降これら法の廃止を求める先住民による抗議行動が激化した。これに対しガルシアは非常事態を宣言し、警察部隊を投入して弾圧を図った。6月5日にバグアで大規模な衝突がおき、政府側が「煽動したAIDESEP指導者のアルベルト・ピサンゴとペルー国民主義党 (PNP) の責任である」と主張したのに対し、8日にカルメン・ビルドソ女性社会開発大臣が政府側の責任であるとして辞任、10日に議会が農地の利用を定めた法1064号及び木材の利用を定めた法1090号を停止した。ピサンゴには煽動罪或は蜂起罪及び反逆罪で拘束命令がだされ、9日にニカラグアに亡命が認められ、11日には全国で先住民を支持する抗議デモが行われ、17日にピサンゴが出国した。議会では11日にPNP議員への処分を行ったものの調整委員会を設置し、18日に2法は廃止された。
16日にガルシア・ベラウンデ外相はフェルナンド・ロハス・ボリビア大使を召還し、事件の責任をエボ・モラレス大統領に押し付ける旨の発表を行った。イェウデ・シモン首相は7月10日に辞任し、ハビエル・ベラスケスが後任に指名された。そのベラスケスも1年余りで首相の職を辞し、ホセ・アントニオ・チャンを経て2011年3月から退陣まではロサリオ・フェルナンデスが首相をしていた。

## 脚註
1. 1 2  Lima, Tom Phillips Dan Collyns in (2019年4月17日). “Peru: former president dies after shooting himself before arrest” (英語). The Guardian. ISSN 0261-3077 2019年4月17日閲覧。
2. ↑  Fowks, Jacqueline (2019年4月17日). “Muere el expresidente peruano Alan García tras pegarse un tiro cuando iba a ser detenido” (スペイン語). El País. ISSN 1134-6582 2019年4月17日閲覧。
3. ↑  伊藤千尋「ペルー・ガルシア政権」『知恵蔵2009』コトバンク。
4. ↑  「政治情勢 2006年10月」在ボリビア日本国大使館。[リンク切れ]
5. ↑  ペルーの政治情勢（06年10月）在ペルー日本国大使館。
6. ↑  「日本・ペルー首脳会談」鳩山総理の動き、首相官邸。
7. ↑  “ペルー大統領、第2次大戦中の日系人「収容所送り」を謝罪”. AFP. (2011年6月15日).  オリジナルの2016年2月15日時点におけるアーカイブ。
8. ↑  木下直俊, 林康史「オデブレヒト汚職事件と中南米諸国への影響」『経済学季報』第67巻第4号、立正大学経済学会、2018年3月、69-95頁、ISSN 0288-3457、NAID 120006470633、2021年9月1日閲覧。
9. ↑  “ペルーのガルシア元大統領、再び亡命＝汚職疑惑の渦中でウルグアイに”. 時事ドットコム. 時事通信社. (2018年11月19日) 2018年11月19日閲覧。
10. ↑  “ペルー元大統領が拳銃自殺　汚職容疑で身柄拘束の直前”. 朝日新聞. (2019年4月18日) 2019年4月18日閲覧。 {{cite news}}: |work=、|newspaper=引数が重複しています。 (説明)⚠
11. ↑  Fowks, Jacqueline (2019年4月17日). “Muere el expresidente peruano Alan García tras pegarse un tiro cuando iba a ser detenido” (スペイン語). El País. ISSN 1134-6582 2019年4月17日閲覧。
12. 1 2 3 4  「IV. 政治過程と政府」『真実和解委員会報告書』アムネスティ152Gハンナグループ 訳。
13. ↑  "¿Quién dio la orden de desalojar a indígenas sin prevenir represalias?", La República, 12/06/2009.
14. 1 2  「ペルー警察、アマゾンのジャングルで先住民虐殺か」『デモクラシー・ナウ!』2009年6月8日。
15. 1 2 3 4 5  「2009年6月の内政と外交」在ペルー日本国大使館。
16. ↑  "Peru protest leader takes refuge", BBC, 9 June 2009.